# The Happiest Days of Our Lives
The Happiest Days of Our Lives (del Inglés, Los días más felices de nuestras vidas) es una canción de Pink Floyd (escrita principalmente por Roger Waters) e incluida en su disco conceptual The Wall, tanto como en la película acerca del álbum homónimo.
El tema en sí sirve como apertura para la canción Another Brick in the Wall Parte II, dura aproximadamente un minuto y medio, y está compuesta en la escala de Re menor.

## Argumento
La canción habla sobre la opresión de la educación británica que padeció la generación de Roger Waters desde su propio punto de vista y de la violencia que usaban sus profesores. Haciendo referencia también a los traumas y pesares que tenían los profesores lo cual causaba ese comportamiento en las aulas, de los cuales "el pueblo ya tenía bien sabido".

## Personal
- David Gilmour — guitarras[1]
- Nick Mason — tom de piso, caja y bombo.[2]
- Roger Waters — bajo,[2] voz principal,[2] voces secundarias[2]
- Richard Wright — clavinet.[1] (puente)

con
- James Guthrie — hi hat y platillos.[2]